# کینگزلی شیندلر
کینگزلی شیندلر (انگلیسی: Kingsley Schindler؛ زادهٔ ۱۲ ژوئیهٔ ۱۹۹۳) بازیکن فوتبال اهل غنا است.
از باشگاه‌هایی که در آن بازی کرده‌است می‌توان به باشگاه فوتبال هوفنهایم اشاره کرد.